# 笹田泰敏
笹田 泰敏（ささだ やすとし、1929年（昭和4年）3月18日 - ）は、日本の実業家であり、投資家でもある。大和証券の専務取締役を経て、日本インベストメント・ファイナンス（後の大和SMBCキャピタル）初代社長を務め、日本にベンチャーキャピタルを広めた。岡山県出身。

## 経歴

### 生い立ち
1929年（昭和4年）岡山県に生れる。その後、旧制岡山県立高梁中学（現：岡山県立高梁高等学校）へ進学する。同期には、芸術家の大西茂や国立国際美術館館長となる小倉忠夫がいた。1946年（昭和21年）に同校を卒業する。この後、旧制高校を経て、1949年（昭和24年）京都大学法学部へ入学し、1952年（昭和27年）同校を卒業する。

### 証券会社の社員として

#### 大和証券時代
京大卒業後、大和証券（現：大和証券グループ本社）へ入社する。事業法人部へ所属し、投資信託受益証券の売買引受を業務として行っていた。1963年（昭和38年）大阪支店の法人部事業法人課長となり、1965年（昭和40年）次長を経て、1969年（昭和43年）8月、39歳のとき、大阪支店法人部長となる。1971年（昭和46年）3月、大阪支店事業法人部長、同年8月、国際部付部長の兼務となり、1972年（昭和47年）11月、笹田が43歳のとき、大和証券締取役に就任し東京勤務となる。
1974年（昭和49年）11月には、大和証券の新任常務として、これまで取締役だった、久保昭二資金部長、斯波佑蔵・北海道東北ブロック長、西村善光大阪副支店長と笹田の四人が同時に昇格した。1979年（昭和54年）には、山内隆博社長の下で、斯波佑蔵と共に笹田は、専務取締役に就任する。2年間、同社の専務を務めた後、1981年（昭和56年）に笹田は、大阪支店長となる。この人事については、顔も広く大阪での法人経験が長い笹田をこの当時、大和証券の影響力が低下していた関西地区の支店長として採用し、関西の法人営業を強化する狙いがあった。

#### 投資ファンド社長に就任後
その後、1982年（昭和57年）8月、大和証券を退社し、日本インベストメント・ファイナンス（NIF）の初代社長へ就任する。まだこの当時、日本では主流ではなかった、ベンチャーキャピタル（VC）投資ファンドの草分け的存在としてNIFが存在したが、この後、ハイリターンを狙ったアグレッシブ投資を行うベンチャーキャピタルの設立が日本で相次ぐことになる。
笹田は、雑誌のインタビューで、起業したての会社において、望ましい経営方法について次のように語っている。
1986年（昭和61年）には、ソウル市で、韓国最大のVCである韓国技術開発の金昌達社長と業務提携の契約書を交わすなど、海外のVCとも連携していた。1990年（平成2年）1月25日、60歳のとき、笹田は後任の磯田拓郎・アメリカ大和証券会長へ社長職を譲る。これは、大和証券の取締役時代に、後に損失保証が発生し、笹田を含む当時の首脳陣であった、浅尾敏靖や常務の松永晴夫が、損失補填のため引責辞任に追い込まれたためとされている。
社長職引退後、大和ビジネスツーリスト監査役に就任する。この後、笹田は四国で病院を経営していた兄の跡を継いで、香川県観音寺市にある医療法人清和会の病院理事長を2025年（令和7年）8月現在まで務めている。

## 略歴
- 1929年 岡山県に生れる
- 1946年 旧制高梁中学（現：岡山県立高梁高等学校）を卒業
- 1949年 旧制高校を卒業
- 1952年3月 京都帝国大学法学部を卒業
- 1952年4月 大和証券へ入社
- 1965年4月 大阪支店法人部次長
- 1969年8月 39歳で大阪支店法人部長
- 1971年3月 大阪支店事業法人部長
- 1971年8月 国際部付部長を兼務
- 1972年11月 43歳で大和証券締取役へ就任
- 1974年11月 45歳で常務取締役へ就任
- 1979年 49歳で専務取締役へ就任
- 1981年 専務を兼務したまま、大阪支店長へ転出
- 1982年8月 53歳で大和証券を退社、NIFの初代社長へ就任
- 1990年1月 60歳でNIFの社長を退任、大和ビジネスツーリスト監査役就任
- 2000年代 - 現在まで医療法人清和会の病院理事長を務める